# Pseudomecas elegantissima
Pseudomecas elegantissima là một loài bọ cánh cứng trong họ Cerambycidae.